# 1230.
1230. je četrto desetletje v 13. stoletju med letoma 1230 in 1239. 